# Gigi Rizzi (attore)
Gigi Rizzi (Piacenza, 23 giugno 1944 – Saint-Tropez, 23 giugno 2013) è stato un imprenditore e attore italiano, divenuto noto come playboy.

## Biografia
Raggiunse una certa notorietà come personaggio della vita mondana francese e italiana degli anni sessanta, spesso citato dai giornali di cronaca rosa per il breve flirt avuto con Brigitte Bardot nell'estate del 1968. Terzogenito di quattro fratelli, la sua famiglia era comproprietaria di un'industria di laterizi a Piacenza, la RDB, dai cognomi Rizzi, Donelli e Breviglieri. Dopo la seconda guerra mondiale la famiglia si trasferì a Nervi (quartiere di Genova) e Gigi iniziò a frequentare la Costa Azzurra, in particolare Saint-Tropez, dove si fece notare con un gruppo di amici fra cui Beppe Piroddi, Franco Rapetti (detto il Principe), Rodolfo Parisi e Gianfranco Piacentini, conosciuti come "les italiens". 
Nel 1967, insieme a Beppe Piroddi, aprì il Number One in zona Brera a Milano. Sulla scia del grande successo ottenuto dal locale milanese, nel 1969 venne aperto un Number One anche a Roma, nei pressi di Via Veneto. Il locale romano fu poi chiuso nel 1972, in seguito al famoso Scandalo Number One, quando venne trovata cocaina nei bagni. 
Nel 1969 esordì come attore nel film La donna invisibile di Paolo Spinola, e da lì continuerà una carriera cinematografica nei film La morte risale a ieri sera (1970) di Duccio Tessari, Roma bene (1971) di Carlo Lizzani, Ettore lo fusto (1972) di Enzo G. Castellari, fino a L'occhio nel labirinto (1972) di Mario Caiano.
Alla metà degli anni settanta abbandonò la vita mondana europea e si trasferì in Argentina, dove acquistò un terreno e un cospicuo numero di capi di bestiame, fondando così un'importante azienda agricola. Nel 2004 tornò in Italia per partecipare al reality show La fattoria. Sposato con Dolores, un'argentina, e padre di tre figli, morì nel 2013, il giorno del suo 69º compleanno, a seguito di un malore occorsogli mentre si trovava a Saint-Tropez. Ha lasciato un libro autobiografico, curato da Giangiacomo Schiavi, dal titolo Io, BB e l'altro '68. Negli ultimi tempi viveva a Sori, in provincia di Genova. Dopo le esequie, svoltesi a Nervi in Liguria, è stato sepolto accanto ai genitori nella tomba di famiglia nel cimitero di San Nazzaro.

## Filmografia
- La donna invisibile, regia di Paolo Spinola (1969)
- La morte risale a ieri sera, regia di Duccio Tessari (1970)
- Roma bene, regia di Carlo Lizzani (1971)
- Ettore lo fusto, regia di Enzo G. Castellari (1972)
- L'occhio nel labirinto, regia di Mario Caiano (1972)